# 増子ゆかり
増子 ゆかり（ますこ ゆかり、1961年12月25日 - ）は、フリーアナウンサー。元テレビ新潟アナウンサー。青森県八戸市生まれ、新潟県新潟市育ち。

## 人物
- 青森県八戸市生まれ。その後、新潟県新潟市に引っ越す。
- 聖徳学園短期大学（現・聖徳大学短期大学部）卒業。
- 1986年4月から1989年3月まで、テレビ新潟のアナウンサーとして活躍。以後フリーとなるが、その後も同局の番組に出演し続けている。
- かつては、テレビ新潟の「夕方ワイド新潟一番」の司会を、堀敏彦と共に担当していた。
- 2018年慶應義塾大学　通信教育部　文学部を卒業

## 出演番組
過去
- 夕方ワイド新潟一番（1995年～）
- ロングスティ特番

現在
　• 医療の広場